# Landenbuurt (Delfzijl)
Landenbuurt is een buurt in de wijk Delfzijl-Noord van de stad Delfzijl in de Nederlandse provincie Groningen. De buurt is gelegen ten oosten van de Hogelandsterweg.
De buurt is in het begin van de 21ste eeuw op de schop gegaan. Een deel van de wijk dat kort na halverwege de twintigste eeuw werd gebouwd werd gesloopt. De bewoning bestond uit flatjes en rijtjeshuizen die voor de groei van de stad waren gebouwd. De buurt kwam net als de rest van de wijk langzaam leger te staan en woningen verpauperden. Voor de Landenbuurt werd grotendeels voor sloop gekozen nadat er lang werd gediscussieerd over een grote renovatie met hier en daar vernieuwing. De buurt werd in oppervlakte ook verkleind. Wat overbleef kende in 2020 210 inwoners.
Voor de plannen van de renovatie en hernieuwing waren er plannen om op de rand van de Landenbuurt en de Groene Scheg een voorzieningscentrum te bouwen met een brede school, een wijkcentrum, een zorgcentrum, winkels en een moskee worden in het markant gebouw gevestigd. Het meeste daarvan ging niet door. Wel is er een brede school gebouwd en het appartementencomplex De Wending met winkels. Deze zijn onderdeel geworden van de nieuwe Schrijversbuurt.